# Yael Bitrán
Yael Bitrán Goren (Santiago de Chile, 1965) es una historiadora, traductora y musicóloga chilena, nacionalizada mexicana. 

## Trayectoria
Estudió piano en el Conservatorio Nacional de Música (CNM). Es licenciada en Historia por la Facultad de Filosofía y Letras de la Universidad Nacional Autónoma de México (UNAM). Maestra en Historia Latinoamericana por la University of North Carolina at Chapell Hill en Estados Unidos y doctora en Musicología por la Royal Holloway University of London. Fue coordinadora del comité mexicano del Répertoire Internationale de Littérature Musicale (RILM).  Forma parte del consejo editorial de la revista mexicana de musicología Heterofonía. Desde 2014 es la directora Centro Nacional de Investigación, Documentación e Información Musical “Carlos Chávez” (CENIDIM) del Instituto Nacional de Bellas Artes de México. Además de ser investigadora en el mismo centro nacional desde el 2000, Bitrán es profesora en el posgrado de música de la Universidad Nacional Autónoma de México. Pertenece al Sistema Nacional de Investigadores, Nivel I.
Sus investigaciones versan sobre género, estudios culturales e historia social de la música, mujeres, identidad, recepción y circulación de música, músicos viajeros del siglo XIX en México y prensa musical del siglo XIX. Fue investigadora de contenidos musicales en las estaciones de radio Opus 94.5 y Radio Educación.

## Premios y reconocimientos
- Premio al Desempeño Académico en Investigación, segundo lugar, otorgado por el Instituto Nacional de Bellas Artes, 2013.
- Premio Raúl Guerrero del Instituto Nacional de Antropología e Historia a la Investigación y Difusión del Patrimonio Musical en la categoría de “Premio al mejor producto de difusión del patrimonio musical”, 2011.
- Premio Marcos y Celia Maus de la Facultad de Filosofía y Letras de la UNAM. Mención honorífica por la mejor tesis de Licenciatura en la promoción 1991-1992, 1994.
- Premio Francisco Javier Clavijero del INAH. Mención honorífica. Premio a la mejor tesis de licenciatura en historia a nivel nacional, 1994.